# 滎経県
滎経県（えいけい-けん）は中華人民共和国四川省雅安市に位置する県。

## 地理
滎経県は四川盆地とチベット高原の境に位置し、周辺を山に囲まれた盆地に位置する。県域最高峰は海抜3,666メートルの野牛山である。県面積98.6%が山岳地帯により構成される。
滎河と経河が合流し滎経河となった後、青衣江に注がれ大渡河へとつながる長江水系を形成する河川が流れている。

## 歴史
唐代に設置された。

## 行政区画
- 街道:厳道街道
- 鎮:花灘鎮、竜蒼溝鎮、牛背山鎮、五憲鎮、青竜鎮、滎河鎮
- 郷:安靖郷、泗坪郷、新添郷
- 民族郷:民建イ族郷、宝峰イ族郷

## 経済
県内の経済は農業が主である。外部からの投資を呼び込むためのインフラ整備が行われている段階である。

## 名所・旧跡・観光スポット
- 太湖寺（中国語版）

## 交通
道路
高速道路
- 成雅高速道路（中国語版）（ 京昆高速道路と 成都経済区環状高速道路（中国語版）（成都第三環状高速公路）を兼ねている。）

国道
- G108国道

## 健康・医療・衛生
- 滎経県人民医院
- 滎経県中医院
- 滎経県保健院
- 滎経県防疫局